# St. Katharinen (Kiew)
Koordinaten: 50° 26′ 39″ N, 30° 31′ 33,9″ O

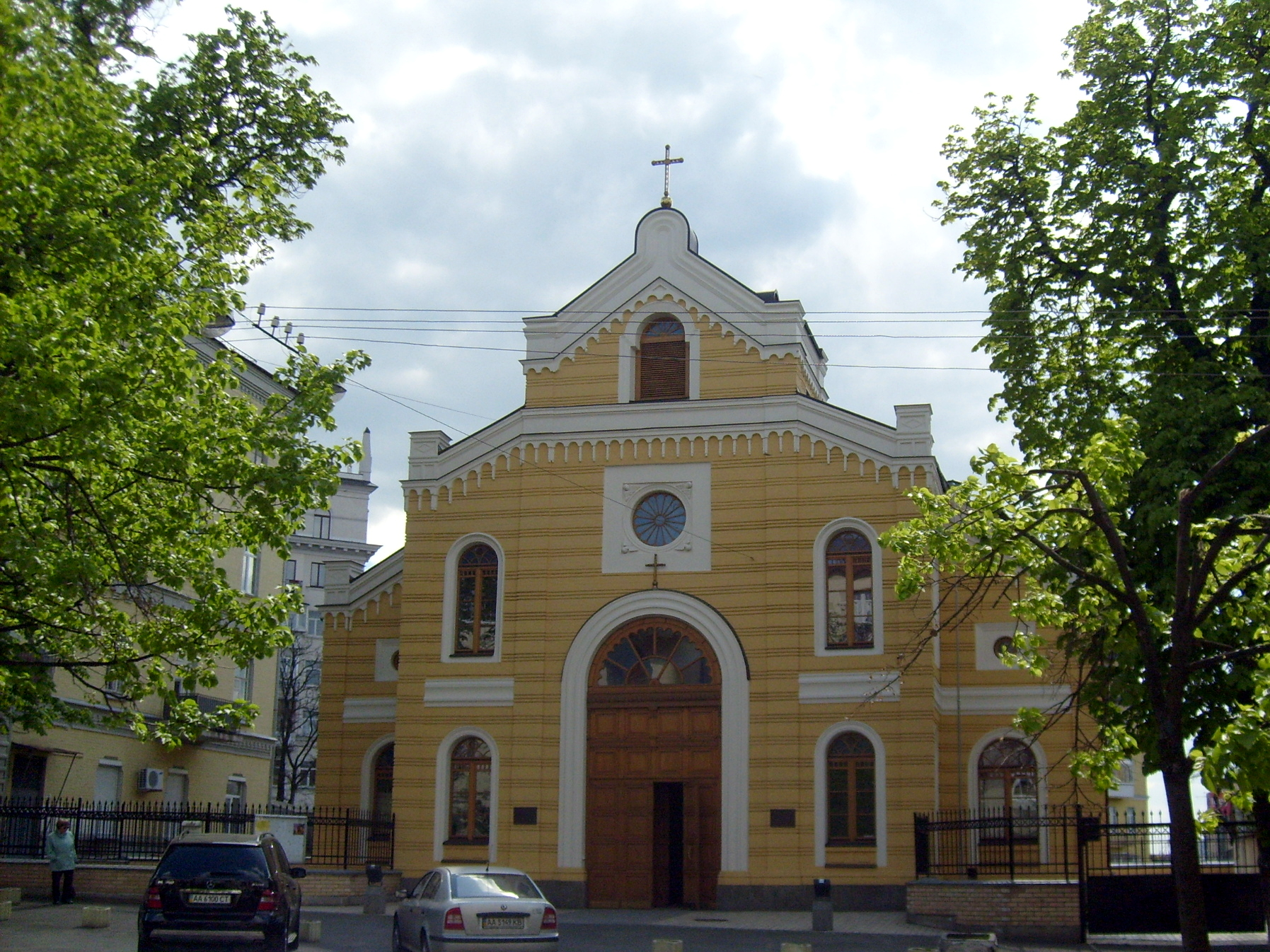
Außenansicht

St. Katharinen ist die Kirche der Deutschen Evangelisch-Lutherischen Gemeinde in Kiew. Sie steht in der Ljuteranska Wulyzja (Lutherische Straße).

## Vorgeschichte
Das heutige Kirchengebäude ist der sechste Gottesdienstraum der Gemeinde in ihrer Geschichte. Die Gottesdienste fanden seit 1767 zunächst in der Privatwohnung des deutschen Apothekers Georg Friedrich Bunge statt, der die Gründung einer Deutschen Evangelisch-lutherischen Gemeinde in Kiew unter anderem dadurch förderte, dass er den Hauslehrer seiner Kinder, Christoph Leberecht Grahl (1744–1799), als Pfarrer der Gemeinde wirken ließ. Für die wachsende Gemeinde wurde dann ein erster Versammlungssaal als Gottesdienstraum angemietet, 1781 ein zweiter, größerer. Dies alles spielte sich im Kiewer Stadtteil Podil ab, wo dann auch am 12. November 1794 die erste, hölzerne Kirche eingeweiht wurde.
Dieses erste Kirchengebäude wurde nach der damals regierenden Landesherrin, der russischen Zarin Katharina II., benannt. Da deren Namen sich wiederum von der Heiligen Katharina von Alexandrien herleitete, wird der Name der heutigen Kirche auf diese Heilige bezogen. Das erste Kirchengebäude fiel 1811 dem Großbrand in Podil zum Opfer. Hinsichtlich des Neubaus stritten sich die Deutschen, die traditionell im Stadtteil Podil wohnten, mit einer relativ neuen Mehrheit, die nun im Stadtteil Petschersk wohnte, um den Standort. Der Kompromiss war dann der Bauplatz auf einem damals fast noch unbebauten Hügel, Lipki, dort wo sich auch die heutige Kirche befindet. Aber zunächst wurde 1812 erneut eine hölzerne Kirche errichtet. Die Bauausführung war aber nicht sehr qualitätvoll und sie bot der weiter wachsenden Gemeinde nur 150 Plätze, so dass ab etwa 1840 erneut über einen Neubau nachgedacht wurde.

## Die steinerne Kirche
Allerdings sollte es lange dauern, bis die neue, steinerne Kirche eingeweiht werden konnte. Die Beschaffung der Geldmittel erwies sich dabei noch als geringstes Hindernis. Der Kampf gegen die zivile Bürokratie und die des Militärs verursachte dagegen die größten Verzögerungen. Insbesondere die Errichtung eines solch großen Gebäudes innerhalb der Schussweite der Kiewer Festung stellte für das Militär ein Problem dar. Dies dürfte auch der Grund sein, warum die Kirche keinen Kirchturm erhielt. Sie konnte am 4. August 1857 eingeweiht werden.

## Baubeschreibung
Architekten waren Johann Waldemar Strom (1823–1887) und Paul Schleifer (1814–1879), beide von der Sankt Petersburger Kunstakademie. Die Außenmauern und tragenden Wände der als Basilika errichteten Kirche bestehen aus Ziegeln, die Innenkonstruktion, Säulen, Emporen und Gewölbe waren in Holz ausgeführt. Stilistisch lehnten sich die Architekten an Vorbilder der italienischen Neorenaissance an: Die Außenwände werden weitgehend durch den Wechsel glatter und geriefter horizontaler Bänder bestimmt und imitieren damit die von der Romanik bis in die Renaissance in Italien verwendeten polychromen Inkrustations-Fassaden. Die Gesimsleisten sind in Stein ausgeführt und weisen einen neoromanischen Dekor aus kleinen Arkadenbögen auf. Statt eines Glockenturmes gibt es über dem Eingang eine erhöhte Glockenstube. Über die historische Gestaltung des Innenraums liegen kaum Informationen – nicht einmal ein Foto – vor.

## Sowjetunion
Durch die religionsfeindliche Politik der Sowjetunion wurde die Kirche 1919 beschlagnahmt und verstaatlicht, der Gemeinde zunächst aber noch zur gottesdienstlichen Nutzung überlassen. Gottesdienste fanden hier wohl bis 1937 statt. Während der Terrormaßnahmen im Stalinismus wurde die lutherische Gemeinde dann vernichtet und hörte im April 1938 auf zu bestehen.
Das Kirchengebäude wurde in der Folgezeit verschiedenen anderen Nutzungen zugeführt. Zunächst diente es als Klubhaus für den Klub der kämpfenden Atheisten, später nutzte das Kultusministerium es als Lager für Treibstoff, Brenn- und Schmiermittel. Bauunterhaltung fand kaum statt; das Gebäude verfiel.
1972 wurde es dem Museum für Volksarchitektur und Brauchtum der Ukraine, einem großen volkskundlichen Museum, für die Unterbringung seiner Verwaltung und als Depot zugewiesen. Diese Nutzung als Museumsgebäude ermöglichte nun Unterhaltungsarbeiten, die das Gebäude vielleicht retteten und die – aus ideologischen Gründen – für ein Kirchengebäude nicht möglich gewesen wären. So erhielt das Gebäude in den 1970er Jahren eine neue Dacheindeckung. Allerdings wurden auch Umbauarbeiten vorgenommen: Eine Zwischendecke und Zwischenwände wurden eingezogen, eine Restaurierungswerkstatt und ein Raum für Sonderausstellungen wurde eingerichtet und Anbauten angefügt. Aufgrund der wachsenden Sammlung war der Platz in dem Gebäude seit Ende der 1980er Jahre unzureichend. Etwa 40.000 verzeichnete Einheiten lagerten dort. Aber es dauerte bis 1996, ehe Ersatz geschaffen werden konnte.

## Unabhängige Ukraine

### Rückgabe des Gebäudes an die deutsche Gemeinde
Nach der Neugründung der lutherischen Gemeinde fanden ab 1991 in dem – fensterlosen – Raum für die Sonderausstellungen wieder Gottesdienste der Gemeinde statt. Das Museum verzichtete auf diesen Raum und Sonderausstellungen und stellte ihn der Gemeinde unentgeltlich zur Verfügung. Seit 1991 bemühte die Gemeinde sich auch um Rückgabe der gesamten Kirche.
Die rechtliche Grundlage für die Rückgabe des Kirchengebäudes schuf das Gesetz der Ukrainischen Sowjetrepublik über die Gewissensfreiheit und religiöse Organisationen vom 23. April 1993. In der Praxis aber gab es erhebliche Schwierigkeiten. Zum einen hatte das Museum für Volksarchitektur und Brauchtum der Ukraine kein Ersatzdepot für die in der Kirche gelagerten Gegenstände. Zum anderen war – da es in der Sowjetunion keinen den westlichen Rechtssystemen entsprechenden Eigentumsbegriff gab – sehr umstritten, wer die Kirche denn an die Gemeinde zurückgeben durfte: die Stadt Kiew oder der ukrainische Staat. Hinzu kam die ukrainische Bürokratie, die allgemein als schwierig gilt. Zugunsten der Rückgabe intervenierten zahlreich deutsche Stellen: die Evangelische Kirche in Deutschland (EKD), die Evangelisch-Lutherische Kirche in Bayern, insbesondere deren Dekanat München, das in einem Partnerschaftsverhältnis zu der Deutschen Evangelisch-Lutherischen Gemeinde in Kiew steht, der damalige Bundeskanzler Helmut Kohl bei einem Staatsbesuch in der Ukraine 1993, der Oberbürgermeister von München, Christian Ude, der bayerische Staatsminister für Unterricht, Kultus, Wissenschaft und Kunst, Hans Zehetmair, Hans-Jochen Vogel, damals MdB, der damalige Außenminister Klaus Kinkel, Bundestagspräsidentin Rita Süssmuth und schließlich Bundespräsident Roman Herzog bei seinem Staatsbesuch in der Ukraine 1998. Der Bundespräsident bestand dabei auf einer Andacht in der Kirche.
So kam es schließlich aufgrund der Verordnung Nr. 351 des Ministerrates „Über die Übergabe des Kultgebäudes zur Benutzung durch die deutsche evangelisch-lutherische Gemeinde in der Stadt Kiew“ von 1996 und der Bereitstellung von 1 Mio. Griwna dazu, dass das Museum Ersatzräume herrichten, aus der Kirche ausziehen und das Gebäude am 29. November 1998 – zum 1. Advent – der Deutschen Evangelisch-Lutherische Gemeinde in Kiew zurückgeben konnte.

### Sanierung

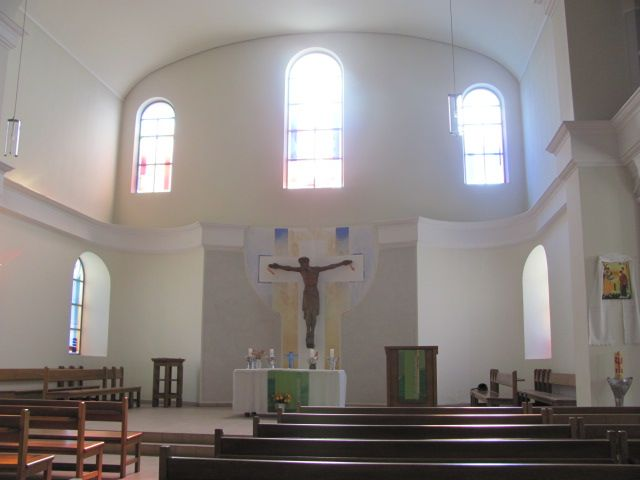
Blick in den Chorraum

Die Gemeinde übernahm ein Geschichts- und Kulturdenkmal und verpflichtete sich im Rahmen einer denkmalpflegerischen Auflage, die Kirche äußerlich wieder in den Zustand vor ihrer Umnutzung zu versetzen. Das Gebäude wies einen großen Rückstau in seiner Unterhaltung auf, was bis zu starken Schäden an tragenden Teilen reichte. Insbesondere die tragenden inneren Teile aus Holz und der Dachstuhl waren teilweise durch Pilzbefall und Insektenfraß geschädigt, Leitungen im Gebäude marode. Zahlreiche Dekorationselemente fehlten: die ursprünglichen drei Kreuze, die an der Außenseite angebracht waren, Zinnen und Zierelemente der Fassade.
Anbauten aus der sowjetischen Zeit, Müllbunker, Garagen, Transformatorstation und eine außen angesetzte Feuertreppe wurden beseitigt, das Innere entkernt.
Der Sanierung wurde das Konzept einer kombinierten Kirche mit Gemeindezentrum zugrunde gelegt. Im vorderen Bereich des Gebäudes wurden moderne Gemeinderäume konzipiert, die etwa die Hälfte des ehemaligen Hauptschiffs einnehmen. Die neue Trennwand zwischen Begegnungszentrum und Gottesdienstraum dient auch der Aussteifung des Gebäudes. Die Auflast des Daches wurde vollständig auf die Außenmauern abgeleitet. Der Gottesdienstraum bietet für 250 Personen Platz. Er umfasst drei Joche und die Apsis. Er erhielt eine rückwärtige Empore, die im vierten Joch, oberhalb der Gemeinderäume liegt. Der Raum ist hell gestaltet. Die fünf Fenster des Chors erhielten eine farbige Verglasung von Tobias Kammerer.
Finanziert wurde die Sanierung von der Evangelisch-Lutherischen Kirche in Bayern mit Zuwendungen des Bundesministeriums des Innern. Architekt des Entwurfs für die Sanierung war Alexander Oppermann, in der Durchführungsphase der in Fragen der Denkmalpflege erfahrene ukrainische Architekt Jurij Witaljewitsch Dmitrewitsch. 2000 konnte die Sanierung abgeschlossen und die Kirche genutzt werden.

### Ausstattung

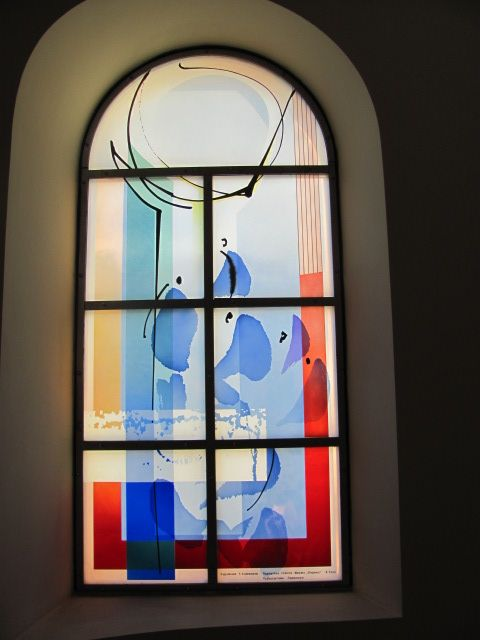
Abendmahlsfenster

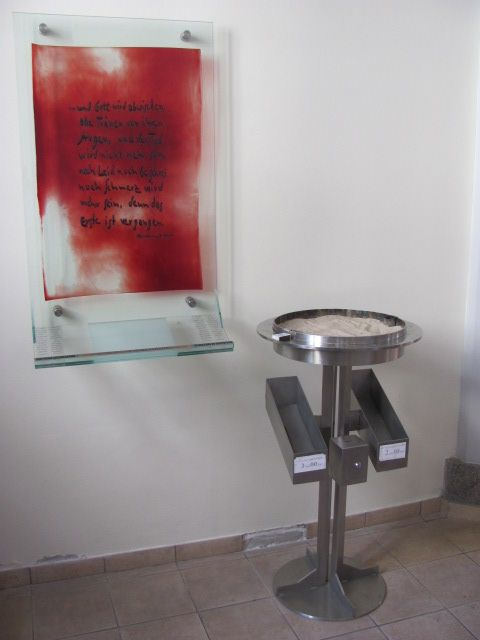
Gedenkstätte für die Opfer der Verfolgung und des Terrors

Auch die Ausstattung des Kirchenraumes ist modern. Die von Tobias Kammerer abstrakt gestalteten Buntglasfenster stellen dar:
- Zentrales Fenster in der Apsis: Auferstehungsfenster
- Links vom zentralen Fenster: ein Fenster, das das Sakrament der Taufe darstellt
- Rechts vom zentralen Fenster: ein Fenster, das das Sakrament des Abendmahls darstellt
- Linkes Seitenfenster: Heilige Katharina von Alexandria
- Rechtes Seitenfenster: Martin Luther

Das zentrale Kruzifix wurde von Karl Hemmeter 1929/30 geschaffen und ist eine Leihgabe der Bayerischen Landeskirche; es hing zuvor in der Eingangshalle des Landeskirchenamtes in München.
Altar- und Osterleuchter wurden ebenfalls von Tobias Kammerer gestaltet, ebenso wie die Gedenkstätte an die Opfer der Verfolgung und des Terrors der vergangenen Jahrzehnte (zusammen mit seiner Frau Ela Kammerer), die sich am Kopfende des östlichen Seitenschiffs befindet.
Die Orgel und die beiden Stahlglocken sind eine Spende aus der aufgegebenen Paul-Gerhard-Kirche in Rheine.

### Euromaidan
Von Ende November 2013 bis Ende Februar 2014 ereignete sich in Kiew der Euromaidan, zunächst friedliche Anti-Regierungsproteste, die in extreme Gewalt auf Regierungs- und Oppositionsseite umschlugen und etwa hundert Tote forderten. St. Katharinen war durch seine Nähe zum Kiewer Platz Maidan, dem Zentrum der Auseinandersetzungen, und durch die Nachbarschaft zum umkämpften Parlamentsgebäude besonders involviert. Die Gemeinde bot den Kämpfern ungeachtet ihrer Seitenzugehörigkeit Essen und Getränke, die Möglichkeit zum Aufwärmen, Ausruhen und zum Gebet. Um den immer zahlreicheren Verletzten helfen zu können, wurde im Kirchengebäude schließlich ein Lazarett eingerichtet, wo den Umständen entsprechend ärztliche Hilfe und Betreuung durch Ehrenamtliche geboten wurde. Ein Foto des zwischen den Fronten der Bewaffneten stehenden und um Deeskalation bemühten Gemeindepfarrers Ralf Haska im Talar und Interviews mit ihm gingen durch die internationalen Medien. Anlässlich seines Besuchs in Kiew zum Amtsantritt von Präsident Poroschenko besuchte der deutsche Bundespräsident Joachim Gauck am 7. Juni 2014 St. Katharinen.
Am 8. November 2019 wurde Pfarrer Haska durch Botschafterin Anka Feldhusen in der deutschen Botschaft in Kiew das Bundesverdienstkreuz verliehen. In einer Pressemitteilung der Botschaft heißt es: „Pfarrer Haska setzte sich im Winter 2013/2014 intensiv für die Menschen auf dem Unabhängigkeitsplatz und für ihr Recht auf friedliche Proteste ein. Er verwandelte die evangelisch-lutherische Kirche Kiew in einen Zufluchts- und Ruheort und verhinderte in einer akuten Gefahrensituation ein gewalttätiges Aufeinandertreffen von Protestierenden und der Polizei, indem er sich zwischen beide Fronten stellte. Darüber hinaus engagiert sich Pfarrer Haska fortlaufend für die Menschen in der Ukraine. So organisiert er Hilfstransporte in die Ostukraine und informiert als Autor für das Magazin ‚Ukraine Verstehen‘ regelmäßig die deutsche Öffentlichkeit über aktuelle Entwicklungen.“

### Krieg gegen die Ukraine
Drei Tage vor dem russischen Angriff auf die Ukraine am 24. Februar 2022 musste Pastor Mathias Lasi auf Veranlassung der deutschen Botschaft und der EKD die Ukraine verlassen. Die Gemeinde, in unmittelbarer Nähe des Amtssitzes des Präsidenten Selenskyj besonders gefährdet und im Verlauf des Krieges Bombenalarm und Beschuss ausgesetzt, hält nicht nur ihr eigenes Gemeindeleben provisorisch aufrecht, sondern versucht ihrerseits, Menschen in vom Krieg besonders stark betroffenen Gebieten zu helfen.

## Pastoren
Pastoren an St. Katharinen und ihre Dienstzeit:
- 1767–1799: Christoph Leberecht Grahl aus Sachsen
- 1799–1810: Wilhelm Ferdinand Bauerschmidt aus Thüringen
- 1812–1842: Justus Friedrich Eismann aus Rodach bei Coburg
- 1842–1859: Johann Gottfried Abel aus Livland
- 1859–1873: Alexander Fromhold Svenson aus Kurland
- 1874–1908: Friedrich-Wilhelm Wasem
- 1909–1920: Heinrich Junger aus Riga
- 1920–1932: Richard Königsfeld aus Dorpat
- 1930–1935(?): Johann Göhring aus der Ukraine
- 1992:–0000 Hans Martin Nägelsbach aus Bayern
- 1992–1996: Achim Reis aus Hessen
- 1996–2000: Gerald Kotsch aus Thüringen
- 2000–2009: Peter Sachi aus Bayern
- 2009–2015: Ralf Haska aus Gransee
- 2015–2016: Hans-Ulrich Schäfer aus Usedom
- 2016:–0000 Vakanzvertretung Superintendent Friedhelm Voges aus Stade
- 2016:–0000 Vakanzvertretung Oberlandeskirchenrat Martin Lerchner aus Sachsen[9]
- 2016–2017: Vakanzvertretung Wolfgang Heldt-Meyerding aus Flensburg
- 2017:–0000 Vakanzvertretung Peter Oßenkop aus Bremen
- 2017–2018: Vakanzvertretung Wolfgang Heldt-Meyerding aus Flensburg
- 2018–:0000 Mathias Lasi aus Württemberg[10]

Am 6. Dezember 2015 scheiterte ein Versuch, den von der EKD eingesetzten Pfarrer Schäfer durch einen der DELKU zu ersetzen. Schäfer starb am 30. März 2016 während einer EKD-Auslandspfarrer-Konferenz in Prag an Herzversagen.

## Partnerschaften
Im Rahmen der Städtepartnerschaft München – Kiew von 1989 wurde auch der Kiew Ausschuss des evangelisch-lutherischen Dekanats München gegründet, der engen Kontakt zur St.-Katharinen-Gemeinde pflegt und insbesondere Begegnungen und das diakonische Engagement der Gemeinde fördert. Direkte Partnerschaften bestehen mit den Dekanatsgemeinden Apostelkirche Solln, Himmelfahrtskirche Sendling und Kreuzkirche Schwabing. Von Juli 2015 bis Oktober 2018 setzte die Evangelisch-Lutherische Kirche in Bayern die Partnerschaft mit der Deutschen Evangelisch-Lutherischen Kirche in der Ukraine (DELKU) aus, direkte Gemeindepartnerschaften wie die genannten waren jedoch nicht betroffen.